# Улица Лермонтова (Ижевск)
У́лица Ле́рмонтова — улица в Ленинском районе Ижевска. Проходит от Транспортной улицы до Шабердинского тракта. Нумерация домов ведётся от улицы Транспортной.

## История
Улица существует с 1937 года. 28 августа 1938 года по решению исполкома ижевского городского совета депутатов улице было присвоено имя великого русского поэта Михаила Юрьевича Лермонтова.

## Расположение
Улица Лермонтова расположена на западе Ижевска, в частном секторе между Городком Машиностроителей и районом Малиновая Гора. Находится между улицами Чайковского и Деревообделочной (параллельно им) и, в отличие от них и большинства улиц этого микрорайона, начинается не от Постольской, а от Транспортной улицы. Улица Лермонтова пролегает приблизительно с юга на север и заканчивается на К-образном перекрёстке с Шабердинским трактом и улицей Гастелло. Протяжённость улицы при этом составляет около 730 метров.
Пересечения:
- улица Николая Островского
- улица Крылова
- улица Писарева
- Тульская улица[6]

## Примечательные здания и сооружения
По нечётной стороне:
- дом 43 — сауна «Малина».

По чётной стороне:
- в начале улицы расположен пустырь, на котором оборудована детская игровая площадка.

## Общественный транспорт
По улице не проходит ни один маршрут городского общественного транспорта. Ближайшие остановки:
- к началу улицы — «Школа милиции», троллейбусы № 9, 10, автобус № 34, маршрутки № 45, 53, 366.
- к концу улицы — «Ул. Чайковского», «Ул. Шевченко», автобусы № 8, 8к, 21, 34, маршрутки № 353, 363.

## Галерея

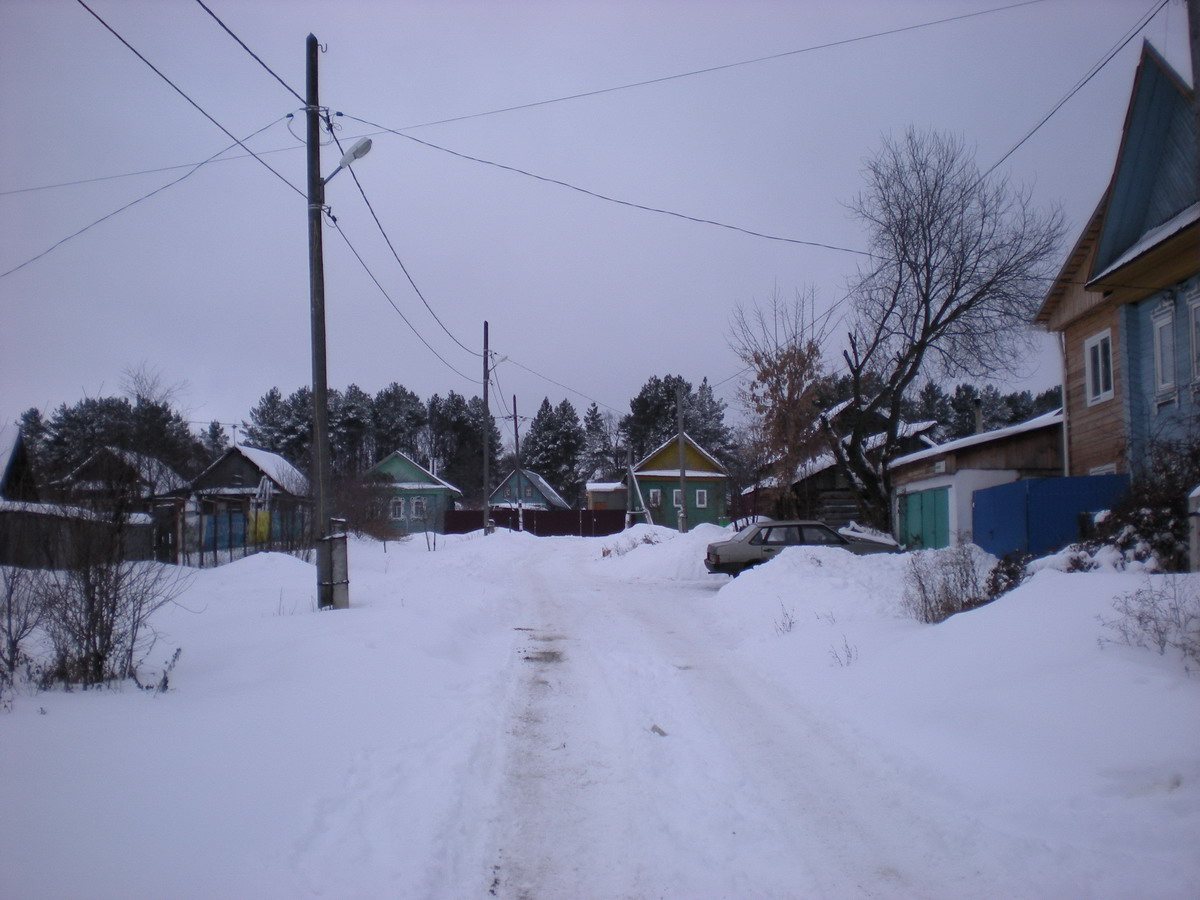
Начало улицы Лермонтова
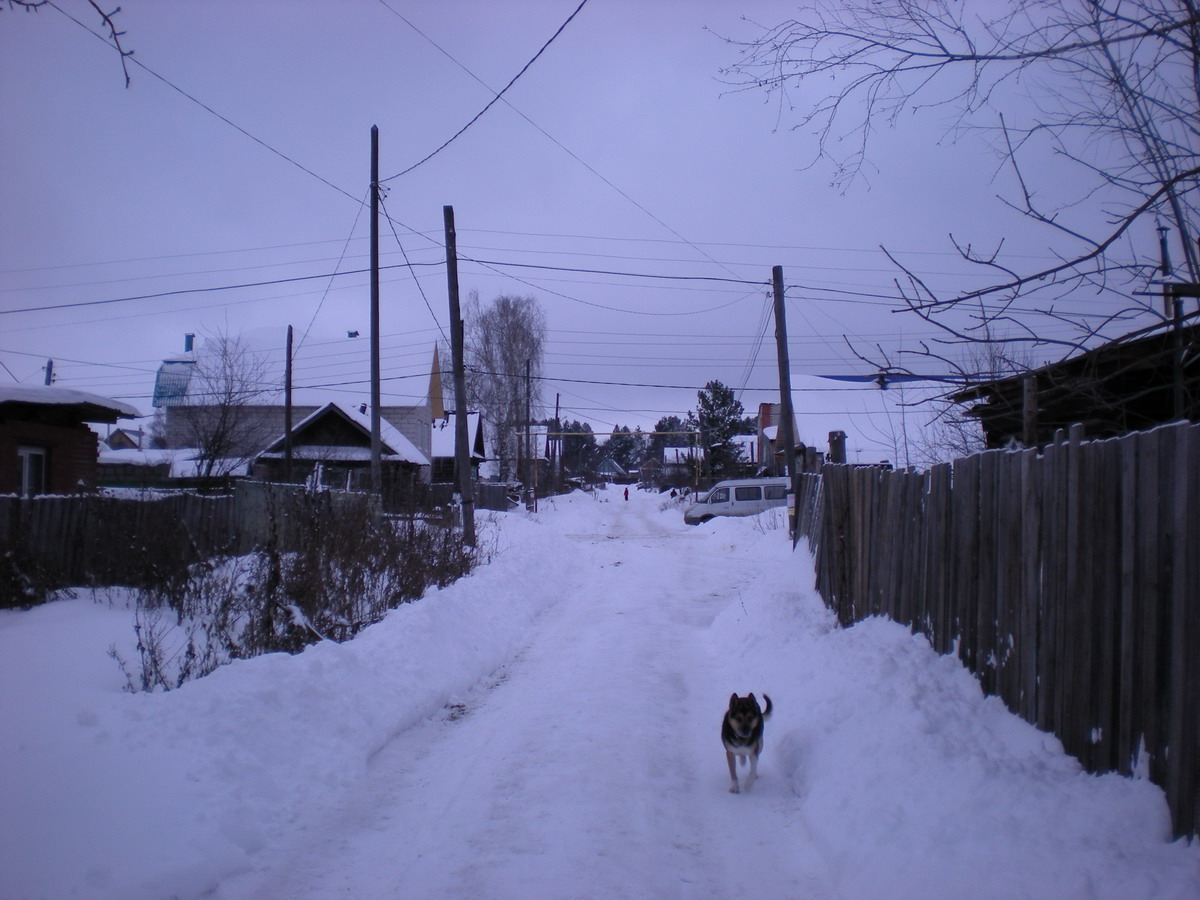
На улице Лермонтова
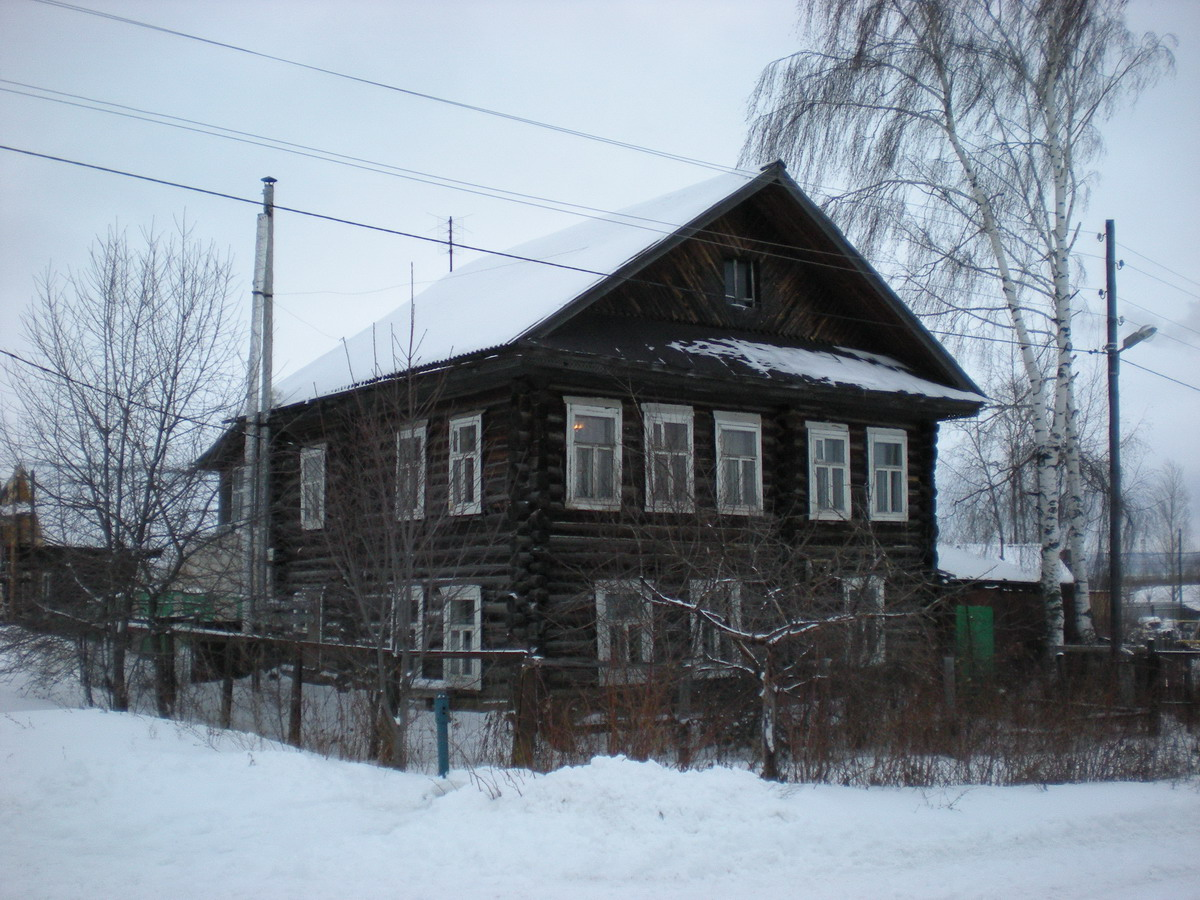
Дом № 44 на перекрёстке с Тульской улицей